# Liste des reines et impératrices de France

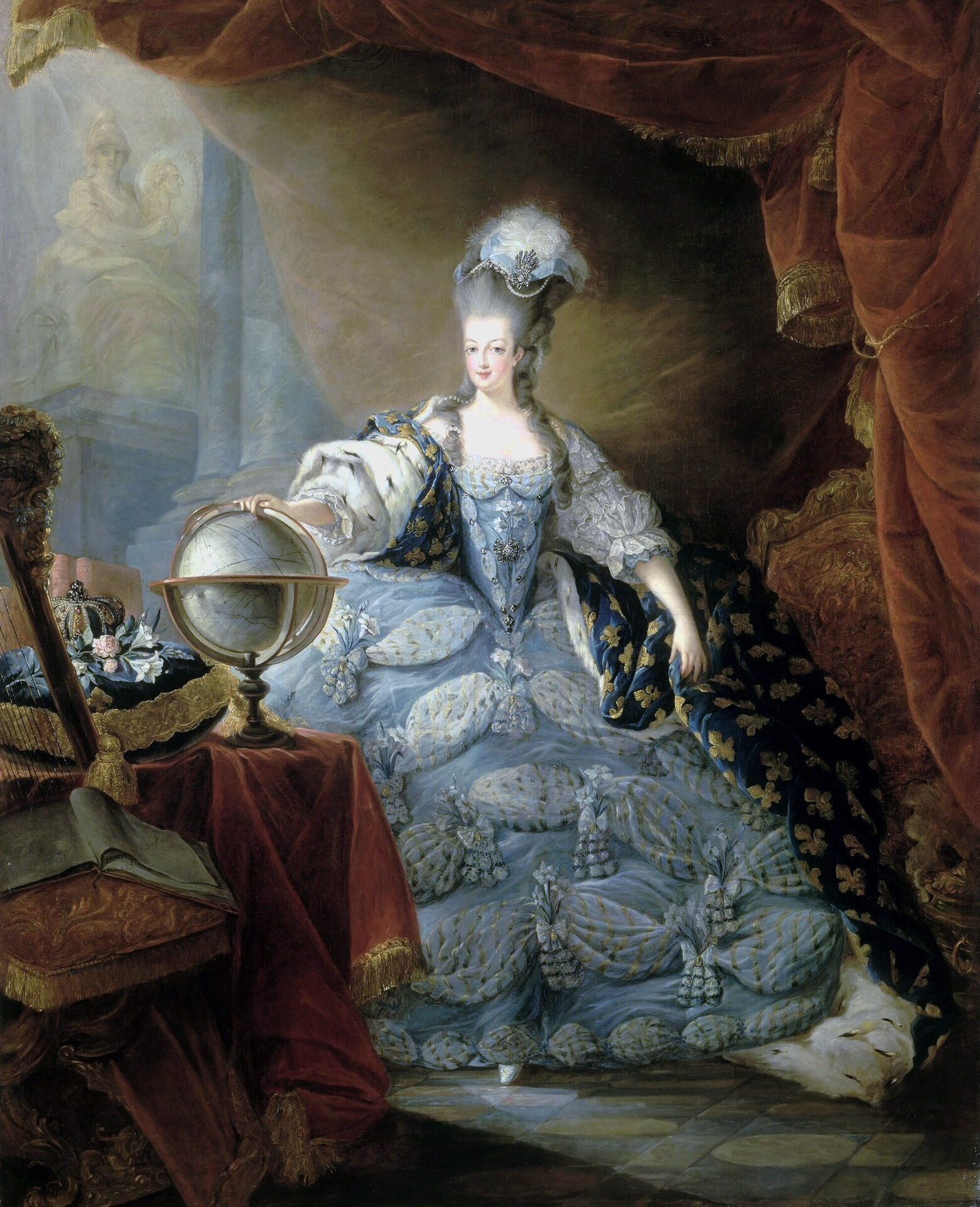
La reine Marie-Antoinette d'Autriche, dernière reine de France, peinte par Jean-Baptiste André Gautier-Dagoty (1775).

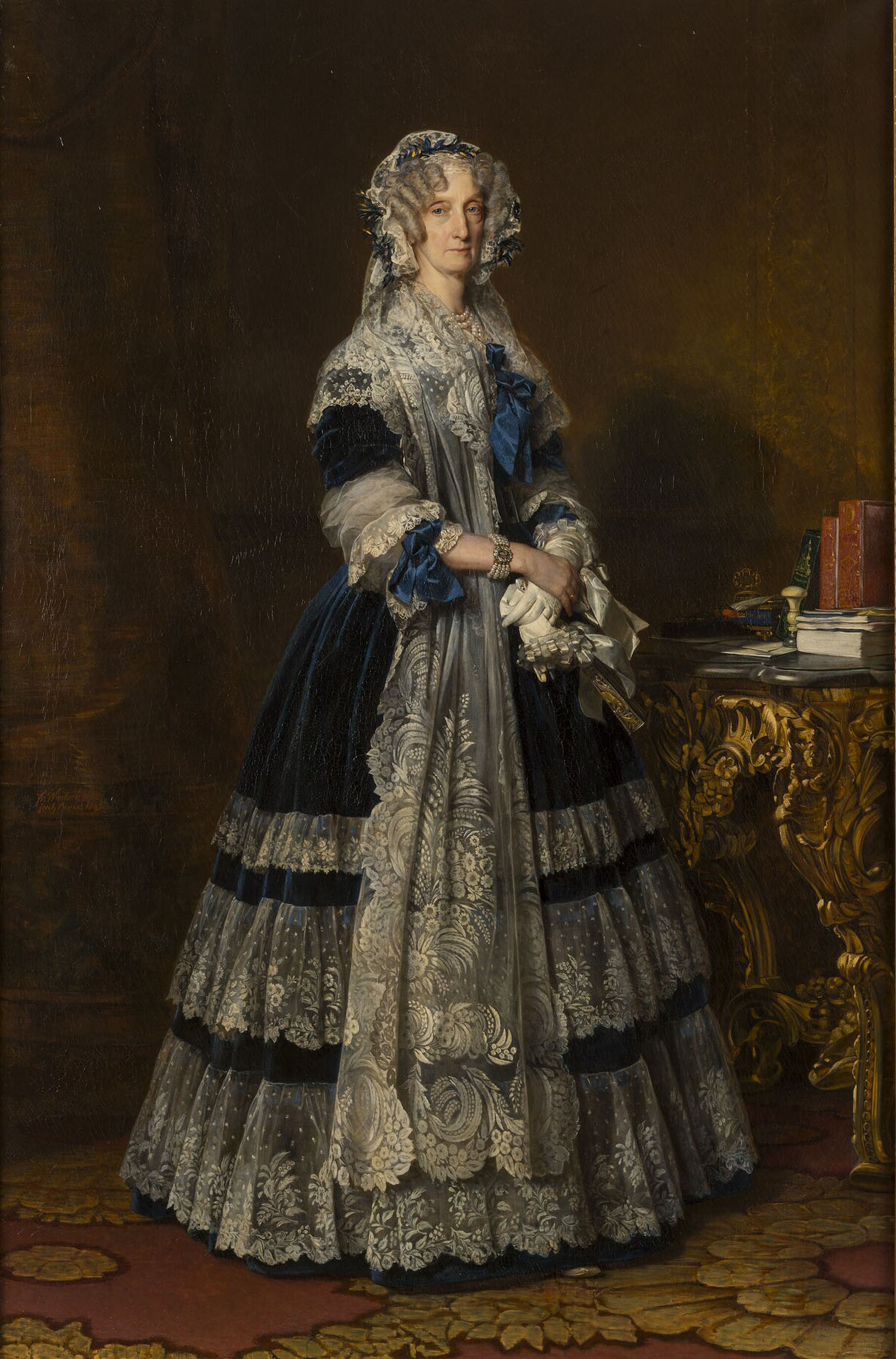
La reine Marie-Amélie de Bourbon-Siciles, dernière reine des Français.

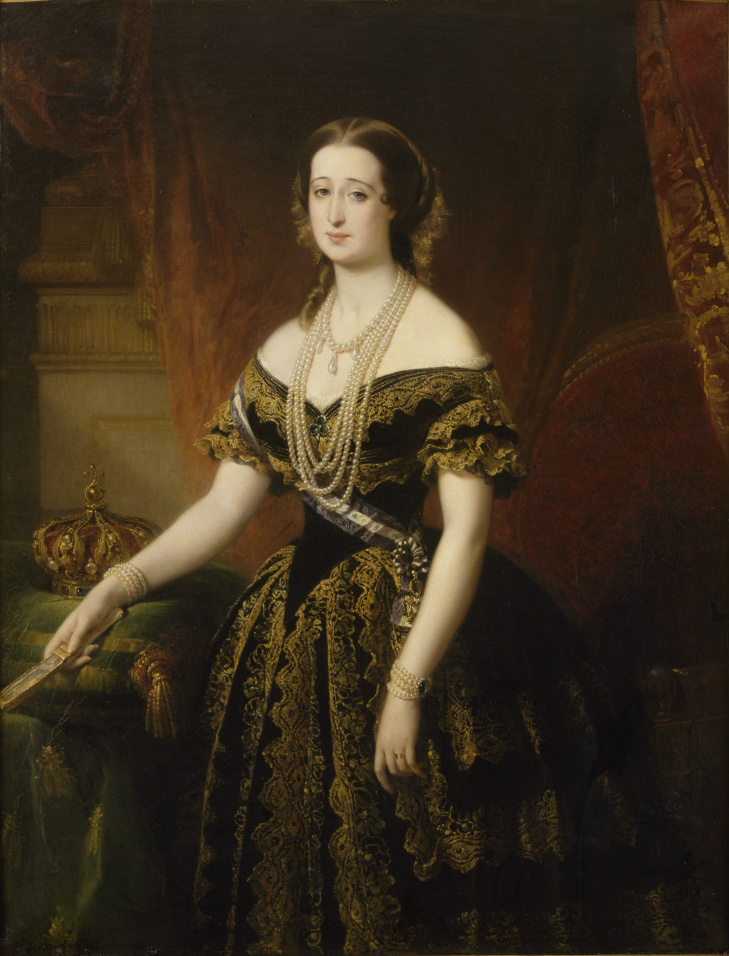
L'impératrice Eugénie de Montijo, dernière impératrice des Français, peinte par Édouard Louis Dubufe (1854).

La liste des reines et impératrices de France réunit les conjointes des monarques de France.
La reine de France est l'épouse du roi de France, tandis que l'impératrice des Français est celle de l'empereur des Français.
En France, la succession au trône de France est interdite aux femmes depuis les Valois, au XIVe siècle, avec la mise en avant d'une réinterprétation de l'ancienne loi salique : les reines ou impératrices depuis cette époque n'assurent le pouvoir qu'au titre de leurs enfants mineurs, ou lors de l'empêchement de leur mari. En réalité, même avant l'instauration de cette loi, la France n'a jamais connu de souveraine de plein droit. 
- Pour leur conjoint, voir Liste des monarques de France
- Pour les épouses des héritiers au trône de France, voir Liste des dauphines de France

## Évolution de la titulature
Le titre porté par l'épouse du monarque a peu évolué durant l'histoire. Originellement, le titre latin est le pendant féminin de rex Francorum, soit regina Francorum, que l'on peut traduire par reine des Francs. À partir du XIIIe siècle, le titre latin est plus couramment regina Franciae, littéralement reine de France, bien que le titre ancien ait cours jusqu'à la Révolution. Les reines de France ont également porté le titre de reine de Navarre, notamment entre 1285 et 1328 et entre 1589 et 1791. De 1791 à 1792 et de 1830 à 1848, le titre de reine de France s'est transformé en reine des Français. Enfin, sous le Premier Empire et le Second Empire, elle portait le titre d'impératrice des Français.
Au total, on dénombre 93 reines et 3 impératrices de 465 à 1871. La première épouse d'un monarque français étant Basine de Thuringe et la dernière Eugénie de Montijo.

### Le cas de la régence
Les reines ou impératrices n’avaient aucune vocation à régner, excepté dans des cas particuliers de régence — n’étant pas l’expression d’un pouvoir intuitu personæ, qui leur aurait été propre, puisqu’elles ne pouvaient gouverner qu’en lieu et place du roi et temporairement — ou dans des cas plus anciens (Brunehaut, Frédégonde, , etc.).
Le cas d'une régence exercée par la reine s'est présenté plusieurs fois dans l'histoire du Royaume, soit en raison du départ du roi à la guerre, soit en raison de la minorité du roi. Plusieurs souveraines ont ainsi marqué l'histoire du pays à travers l'exercice de la régence et parfois l'exercice du pouvoir au-delà, comme Catherine de Médicis ou encore Anne d'Autriche. Lors d'une régence, la reine est alors appelée régente de France.

## Rôle

### Choix de la reine
Le choix de la reine évolue au travers des siècles, en rapport avec son rôle et ses fonctions. Durant le règne mérovingien, le statut de la femme n'est pas une obligation pour l'union au roi. Caribert Ier est par exemple déjà marié à Ingeberge et s'unit également à deux sœurs, Marcovèfe et Méroflède, filles d'ouvrier. Il épouse également Théodechilde, fille de berger. Si les cas sont nombreux, ils n'empêchent pas les unions de très haut rang.
Avec les Carolingiens, la monogamie est obligatoire et les critères du choix d'une reine changent. Seules les filles de grands seigneurs, de princes ou de rois sont dignes d'épouser les rois Francs. Au sein de la dynastie capétienne, le choix de l'épouse des héritiers est défini par le souverain en place et jouent un rôle important dans les relations diplomatiques.

### Place et rôle de la reine
Le rôle de la reine est complexe à déterminer à l'époque mérovingienne. Elle possède probablement des attributions particulières et une influence au sein de la sphère politique. Avec l'influence de l'Église et la mise en place de la monogamie, ses fonctions se dessinent mieux. Chez les Carolingiens, la reine participe à la vie publique, possède sa propre maison, ses serviteurs et son personnel. Elle a des attributions économiques et assurent la gestion générale du palais. Elle a également la charge de l'éducation des enfants ainsi que du choix de leurs époux et épouses.
Au XVIe siècle, la reine jouit de nombreux privilèges et de prérogatives. Elle possède sa propre chapelle, son sceau et de nombreux privilèges fiscaux : droit de gîte, droit de prises et de réquisition, droit de crédit, droit de délivrer des lettres de maîtrise, droit de rachat des domaines aliénés. De plus, dans le domaine spirituel, elle ne peut être excommuniée que par bulle pontificale.
Les reines étendent également leur influence dans le domaine de la culture et de l'éducation, ainsi que dans le domaine des arts. Ces différents choix d'influence dépendent quant à eux des ambitions personnelles de chaque reine.

## Liste des reines et impératrices de France

### Mérovingiens
| Rang | Vue d'artiste          | Nom                                                                        | Règne               | Titres                                                                                                   | Notes | Épouse de                                              |
| ---- | ---------------------- | -------------------------------------------------------------------------- | ------------------- | --- | --- | ------------------------------------------------------ |
| 1    | Basine et Childéric    | Basine de Thuringe ou Basina (v. 430 – v.481)                              | vers 465 - 481      | Reine des Francs saliens                                                                                 | Première reine des Francs saliens connue. Mère de Clovis Ier. | Childéric Ier                                          |
| 2    | Sainte Clotilde        | Clotilde de Burgondie Sainte Clotilde (465 – 544) morte à 79 ans environ   | vers 493 - 511      | Reine des Francs Reine Mère (511-544)                                                                    | Princesse burgonde, devenue reine des Francs en épousant Clovis, qu'elle contribue à convertir au christianisme. Elle a été canonisée ; l'Église orthodoxe la fête le 3 juin (dies natalis) et l'Église catholique romaine le 4 juin. | Clovis Ier                                             |
| 3    |                        | Ultrogothe (v.510– v.567) morte à 57 ans environ                           | vers 541 - 558      | Reine des Francs de Paris Reine d'Orléans Reine de Burgondie                                             | Ultrogothe, morte après 566/567, est une reine des Francs d'origine wisigothique. | Childebert Ier                                         |
| 4    |                        | Ingonde (v.499– v.546) morte à 47 ans environ                              | vers 532 - vers 546 | Reine des Francs de Soissons Reine de Burgondie Reine d'Orléans                                          | Grégoire de Tours raconte qu'Ingonde ayant demandé à Clotaire de trouver un mari digne de la haute lignée de sa sœur Arnegonde, le roi ne trouva meilleur prétendant que lui-même et décida d'épouser sa propre belle-sœur. Cette situation qui dura plusieurs années a contribué à affaiblir moralement Ingonde qui meurt vers 546. Mère de Caribert Ier, Gontran et Sigebert Ier.                                                       | Clotaire Ier                                           |
| 5    |                        | Chunsine (v.520–v.570?) morte probablement à 50 ans environ                | vers 546 - 561      | Reine des Francs Reine de Soissons Reine d'Orléans Reine de Burgondie Reine de Metz                      | Mère du duc d'Aquitaine, Chramn. | Clotaire Ier                                           |
| -    |                        | Gondioque (v.495–532) morte à 37 ans environ                               | vers 524 - 532      | Reine des Francs de Soissons Reine de Burgondie Reine d'Orléans                                          | Cette reine est citée seulement par les Dix Livres d'Histoire de Grégoire de Tours (livre IV), qui indique qu'à la mort de Clodomir en 524, son frère Clotaire Ier s'empare de son royaume et épouse sa veuve afin de légitimer son accession au trône. Ce mariage précède de peu la mise à mort des enfants royaux, que Clotaire et Childebert assassinent à une date incertaine, comprise entre 524 et 531 (seul Clodoald en réchappe). | - Clodomir d'Orléans - Clotaire Ier (troisième épouse) |
| 6    |                        | Arégonde (515–573) morte à 58 ans                                          | vers 535 - 561      | Reine des Francs Reine de Soissons Reine d'Orléans Reine de Burgondie Reine de Metz Reine Mère (561-573) | Elle est la sœur aînée d'Ingonde, également épouse du roi Clotaire Ier. Mère de Chilpéric Ier. | Clotaire Ier                                           |
| 7    |                        | Radegonde de Poitiers Sainte Radegonde (v.519–587) morte à 68 ans environ  | vers 539 - 561      | Reine des Francs Reine de Soissons Reine d'Orléans Reine de Burgondie Reine de Metz                      | Princesse thuringienne, devenue reine des Francs en épousant Clotaire Ier, fils de Clovis. Fondatrice de l'abbaye Sainte-Croix de Poitiers, elle a été canonisée (fête le 13 août). | Clotaire Ier                                           |
| 8    |                        | Vuldetrade de Lombardie (v.520–v.570?) morte probablement à 50 ans environ | 555                 | Reine des Francs Reine de Soissons Reine d'Orléans Reine de Burgondie Reine de Metz                      | Vuldetrade est une princesse lombarde, Clotaire Ier la répudie et la donne en mariage au duc des bavarois Garibald. | - Thibaut - Clotaire Ier - Garibald Ier de Bavière     |
| 9    |                        | Ingeberge (v.519–589) morte à 70 ans environ                               | 561 - 565           | Reine des Francs de Paris                                                                                | Ingoberga est citée dans l'œuvre de Grégoire de Tours qui la prétend ulcérée par le comportement volage de son époux. Elle aurait provoqué un scandale au palais en humiliant le père des deux concubines de Caribert (Merofledis et Marcowefa), un simple cardeur de laine. Mère de Berthe de France, reine de Kent. | Caribert Ier                                           |
| 10   |                        | Méroflède (v.520–v.567?) morte à probablement 47 ans environ               | 565 - vers 567      | Reine des Francs de Paris                                                                                | Concubine puis épouse. | Caribert Ier                                           |
| 11   |                        | Théodechilde (v.520–v.567?) morte à probablement 47 ans environ            | 565 - vers 567      | Reine des Francs de Paris                                                                                | Concubine puis épouse. | Caribert Ier                                           |
| -    |                        | Marcowefa (v.520–567) morte à probablement 47 ans environ                  | 567                 | | Concubine ? | Caribert Ier                                           |
| 12   |                        | Brunehaut (v.547-613) morte à 66 ans environ                               | 566-575             | Reine des Francs d'Austrasie Reine Mère et Régente (575-613)                                             | Avec la reine Frédégonde, elle est un des protagonistes essentiels de la longue période de guerres entre rois francs, commencée en 570 et achevée en 613 par la victoire du fils de Frédégonde, Clotaire II. | Sigebert Ier                                           |
| 13   | Audovère répudiée      | Audovère (v.540–580) morte à 40 ans environ                                | 567 - 580           | Reine des Francs de Paris Reine de Soissons                                                              | Grégoire de Tours cite Audovera en tant que première épouse officielle de Chilpéric Ier. | Chilpéric Ier                                          |
| 14   |                        | Galswinthe (v.545–v.568) morte à 23 ans environ                            | 564 - 568           | Reine des Francs de Soissons Reine de Paris                                                              | Tuée sur ordre de son mari. | Chilpéric Ier                                          |
| 15   | Chilpéric & Frédégonde | Frédégonde (v.545-597) morte à 52 ans environ                              | 568 - 584           | Reine des Francs de Neustrie Reine Mère et Régente (584-597)                                             | Avec la reine Brunehaut, elle est un des protagonistes essentiels de la longue période de guerres entre rois francs, commencée en 570 et achevée en 613 par la victoire de son fils Clotaire II. | Chilpéric Ier                                          |
| 16   |                        | Haldetrude (v.580–v.602) morte à 22 ans environ                            | 598 - 602           | Reine de Neustrie                                                                                        | On ne sait que peu de choses sur cette reine. Mère d'Emma de France, reine de Kent. | Clotaire II                                            |
| 17   |                        | Bertrude (v.580–v.619) morte à 22 ans environ                              | vers 602 - 618      | Reine de Neustrie Reine des Francs                                                                       | Bien que ses origines soient inconnues, on sait que le puissant maire du Palais Erchinoald était cousin du jeune roi Dagobert Ier par sa mère, ce qui ferait de Bertrude une sœur de sainte Gerberge et une fille des nobles Richomer et sainte Gertrude.Mère de Dagobert Ier. | Clotaire II                                            |
| 18   |                        | Sichilde (v.590–ap.627) morte probablement vers 37 ans                     | vers 618 - 629      | Reine des Francs                                                                                         | On rapporte qu'en la quarante troisième année du règne de Clotaire II (626-627), elle fut soupçonnée d'avoir une liaison avec un nommé Boson, fils d'Audolène, du pays d'Étampes, lequel fut pour cette cause tué par le duc d'Arnebert sur ordre de Clotaire. Mère de Caribert II d'Aquitaine. | Clotaire II                                            |
| 19   |                        | Gomatrude (v.598–ap.630) morte au moins probablement à 32 ans environ      | 629                 | Reine de Neustrie                                                                                        | Sœur cadette de Sichilde, elle est répudiée en 629. | Dagobert Ier                                           |
| 20   |                        | Nantilde (v.610–642) morte à 32 ans environ                                | 633 - 639           | Reine des Francs Reine Mère (639-642)                                                                    | C'était une concubine que Dagobert Ier épouse en 633. Dès 634, elle donne naissance à Clovis II. | Dagobert Ier                                           |
| 21   |                        | Wulfégonde (v.610–?)                                                       | vers 633 - 639      | Reine des Francs                                                                                         | Elle a été peut-être la sœur du maire du palais Wulfoald et parente du maire Grimoald. | Dagobert Ier                                           |
| 22   |                        | Berchilde                                                                  |                     | Reine des Francs                                                                                         | | Dagobert Ier                                           |
| 23   |                        | Chimnechilde                                                               |                     | Reine d'Austrasie                                                                                        | Peut-être s'agit-il de la reine des Francs mentionnée par la Chronicon Ebersheimense comme la sœur de Berswinde, femme du duc Etichon-Adalric d'Alsace et nièce de saint Léger, évêque d'Autun Mère de Dagobert II. | Sigebert III                                           |
| 24   |                        | Bathilde Sainte Bathilde (v.626–30 janvier 680) morte à 54 ans environ     | 649 - 657           | Reine de Neustrie Reine de Burgondie Reine Mère (657-680)                                                | Aurait été réduite en esclavage par un roi anglo-saxon, ou par des pirates danois selon certaines sources. En 642, Erchinoald (ou Archambaut en français moderne), maire du palais, l'achète à York et l'amène dans le royaume franc. | Clovis II                                              |
| 25   |                        | Bilichilde (v.654-675) morte à 21 ans environ                              | 673 - 675           | Reine d'Austrasie Reine des Francs                                                                       | Bilichilde fut assassinée avec son mari en 675, lors d'une embuscade en forêt de Lognes (ou Livry) organisée par le parti pro-neustrien du leude Bodilon. La Chronique du Pseudo-Frédégaire précise que la reine était alors enceinte, tandis qu'une source hagiographique ajoute que le couple royal fut assassiné avec son fils Dagobert.                                                                                               | Childéric II                                           |
| 26   |                        | Clotilde ou Doda (v.660-692) morte à 32 ans environ                        | vers 678 - 691      | Reine de Neustrie Reine des Francs Reine Mère et Régente (691-692)                                       | Clotilde Doda survit à Théodoric et devient régente du royaume au nom de son fils Clovis jusqu'à la date du 5 juin 692, qui est considérée comme celle de son décès. | Thierry III                                            |

### Carolingiens(751-887)
| Rang | Vue d'artiste            | Nom                                                                                         | Règne         | Titres                                                       | Notes | Épouse de            |
| ---- | ------------------------ | ------------------------------------------------------------------------------------------- | ------------- | ------------------------------------------------------------ | --- | -------------------- |
| 24   | Gisant de Berthe de Laon | Bertrade de Laon au Grand Pied (720 – 12 juillet 783) morte à 63 ans                        | 751 - 768     | Reine des Francs Reine Mère (768-783)                        | Fille du comte Caribert de Laon. | Pépin le Bref        |
| 25   |                          | Himiltrude (v.750 – ap.769) morte au moins à 19 ans environ                                 | 768 - 769     | Reine des Francs                                             | Épouse ou concubine, répudiée en 769, meurt dans un couvent à une date inconnue. | Charlemagne          |
| 26   |                          | Désirée de Lombardie (v.750 – ap.771) morte au moins à 21 ans environ                       | 769 - 771     | Reine des Francs                                             | Nommée Désirée par les historiens, son nom nous est resté inconnu jusqu'à aujourd'hui. Charlemagne la répudie pour cause de stérilité (officiellement).                                                                                       | Charlemagne          |
| 27   |                          | Hildegarde de Vintzgau (758 – 782) morte à 25 ans                                           | 771 - 783     | Reine des Francs Reine des Lombards                          | Elle meurt en mettant son dernier enfant au monde. | Charlemagne          |
| 28   |                          | Fastrade (v.760 – 794) morte à 34 ans environ                                               | 783 - 794     | Reine des Francs Reine des Lombards                          | Elle meurt en mettant son dernier enfant au monde. | Charlemagne          |
| 29   |                          | Luitgarde d'Alémanie (v.776 – 800) morte à 24 ans environ                                   | 794/796 - 800 | Reine des Francs Reine des Lombards                          | | Charlemagne          |
| 30   |                          | Ermengarde de Hesbaye (v.780 – 3 octobre 818) morte à 38 ans environ                        | 814 - 818     | Reine des Francs Impératrice d'Occident                      | | Louis le Pieux       |
| 31   |                          | Judith de Bavière (v.805 – 19 avril 843) morte à 38 ans environ                             | 819 - 840     | Reine des Francs Impératrice d'Occident Reine Mère (840-843) | Elle est la fille d'un noble bavarois, Welf Ier, seigneur d'Altdorf et de Ravensburg. | Louis le Pieux       |
| 32   |                          | Ermentrude d'Orléans (v.830 – 6 octobre 869) morte à 49 ans environ                         | 842 - 869     | Reine des Francs                                             | Fille du comte Eudes d'Orléans et d'Engeltrude de Fézensac, fille du comte Leuthard Ier de Paris, elle épouse Charles II le Chauve le 13 décembre 842 à Quierzy-sur-Oise et fut couronnée le 25 août 866 à l’abbaye Saint-Médard de Soissons. | Charles II le Chauve |
| 33   |                          | Richilde d'Ardennes (v.845 – 2 juin 910) morte à 65 ans environ                             | 870 - 877     | Reine des Francs Impératrice d'Occident                      | Elle donne au roi une sixième fille, Rothilde (v.871-v.928), qui épousera Hugues de Bourges, puis Roger du Maine, et quatre fils qui meurent en bas âge (dont deux jumeaux, Drogo et Pippin).                                                 | Charles II le Chauve |
| 34   |                          | Ansgarde de Bourgogne (v.826 – v.881) morte à 55 ans environ                                | 877           | Reine des Francs                                             | Répudiée vers 877. | Louis II le Bègue    |
| 35   |                          | Adélaïde de Frioul (v.850 – 18 novembre 901) morte à 51 ans environ                         | 877 - 879     | Reine des Francs Reine Mère (879-901)                        | Mère de Charles III le Simple. | Louis II le Bègue    |
| 36   |                          | Richarde de Souabe Sainte Richarde d'Andlau (840 – 18 septembre 896) morte à 56 ans environ | 884 - 887     | Reine des Francs Impératrice d'Occident                      | | Charles III le Gros  |

### Robertiens(888-898)
| Rang | Vue d'artiste | Nom        | Règne     | Titres                                                                                         | Notes                                      | Épouse de       |
| ---- | ------------- | ---------- | --------- | ---------------------------------------------------------------------------------------------- | ------------------------------------------ | --------------- |
| 37   |               | Théodérade | 888 - 898 | Reine des Francs Comtesse de Paris Comtesse de Troyes Duchesse des Francs Marquise de Neustrie | Connue par une seule charte de 891 ou 892. | Eudes de France |

### Carolingiens (898-922)
| Rang | Vue d'artiste | Nom                                                            | Règne          | Titres                                | Notes | Épouse de             |
| ---- | ------------- | -------------------------------------------------------------- | -------------- | ------------------------------------- | --- | --------------------- |
| 38   |               | Frédérune (vers 887 – 10 février 917) morte à 30 ans environ   | 907 - 917      | Reine des Francs                      | Le 16 avril 907, la noble Frederuna épouse le roi Charles le Simple, lui apportant de puissants alliés. Le roi constitue pour elle, au palais d'Attigny, un douaire comprenant le fisc de Corbeny et le palais de Ponthion, avec l'ensemble de leurs dépendances. | Charles III le Simple |
| 39   |               | Edwige de Wessex (vers 903 – après 955) morte à 52 ans environ | vers 918 - 922 | Reine des Francs Reine Mère (922-951) | Fille d'Édouard l'Ancien, roi de Wessex et d'Angleterre, et de la noble Ælfflæd, elle épouse le roi de Francie occidentale Charles III entre 917 et 919. Elle lui donne un héritier, le futur Louis IV d'Outremer.                                                | Charles III le Simple |

### Robertiens (922-923)
| Rang | Vue d'artiste | Nom                                                                     | Règne     | Titres                             | Notes | Épouse de  |
| ---- | ------------- | ----------------------------------------------------------------------- | --------- | ---------------------------------- | --- | ---------- |
| 40   |               | Béatrice de Vermandois (v.880 – ap.931) morte au moins à 51 ans environ | 922 - 923 | Comtesse de Paris Reine des Francs | Fille d'Herbert Ier, comte de Vermandois, arrière petite fille de Bernard d'Italie, lui-même petit-fils de Charlemagne. Elle épousa en 895 Robert († 923), marquis de Neustrie, qui devint roi de France en 922. Ils eurent : Emma, mariée vers 918 avec Raoul, duc de Bourgogne, puis roi de France, et Hugues le Grand, duc des Francs, qui fut le père d'Hugues Capet. | Robert Ier |

### Robertiens/Bosonides (923-936)
| Rang | Vue d'artiste | Nom                                                 | Règne     | Titres                                 | Notes | Épouse de |
| ---- | ------------- | --------------------------------------------------- | --------- | -------------------------------------- | --- | --------- |
| 41   |               | Emma de France (v.894 – 934) morte à 40 ans environ | 923 - 934 | Duchesse de Bourgogne Reine des Francs | Fille de Robert Ier, elle reçoit après son mariage le titre de reine consort. Ses deux enfants, Louis et Judith, meurent en bas-âge (à sa naissance pour Louis en 934). Elle meurt la même année, après avoir exercé le pouvoir en parallèle de son époux et l'avoir aidé à enrayer les révoltes des grands vassaux. | Raoul     |

### Carolingiens (936-987)
| Rang | Vue d'artiste | Nom                                                   | Règne     | Titres                                | Notes | Épouse de           |
| ---- | ------------- | ----------------------------------------------------- | --------- | ------------------------------------- | --- | ------------------- |
| 42   |               | Gerberge de Saxe (v.913 – 984) morte à 71 ans environ | 939 - 954 | Reine des Francs Reine Mère (954-984) | Elle est la fille d'Henri Ier l'Oiseleur, roi de Germanie et de Mathilde de Ringelheim (sainte Mathilde) et la sœur de l'empereur Otton Ier du Saint-Empire. Elle est inhumée dans le chœur de l'abbaye Saint-Remi de Reims.                         | Louis IV d'Outremer |
| 43   |               | Emma d'Italie (v.948 – ap. 989)                       | 965 - 986 | Reine des Francs Reine Mère (986-987) | Fille de Lothaire d'Arles et de Adélaïde de Bourgogne, son père meurt dès 950, et sa mère se remarie avec le roi de Germanie et Empereur du Saint-Empire Otton Ier. Emma épouse en 965 le roi Lothaire de France, fils de Gerberge, la sœur d'Otton. | Lothaire            |

### Capétiens

#### Capétiens directs(branche aînée)
| Rang | Vue d'artiste                           | Nom                                                                              | Règne       | Épouse de             | Notes | Armoiries |
| ---- | --------------------------------------- | -------------------------------------------------------------------------------- | ----------- | --------------------- | --- | --- |
| 44   | représentation imaginaire rétrospective | Adélaïde d'Aquitaine (v. 945 – 1004) morte à environ 59 ans                      | 987 – 996   | Hugues Capet          | En juin 987, après la mort de Louis V, dernier roi carolingien, l'assemblée des grands du royaume réunie à Senlis, élit Hugues Capet, roi de France, et Adélaïde monte sur le trône en tant que reine de France. Le dimanche 3 juillet suivant, à Noyon, elle est à côté de son époux quand celui-ci est sacré par Adalbéron l'archevêque de Reims. | |
| 45   | représentation imaginaire rétrospective | Rozala d'Italie (v. 955 – 7 février 1003) morte à environ 48 ans                 | 996         | Robert II le Pieux    | Devenue veuve, et malgré la différence d'âge (une vingtaine d'années de plus que son futur mari), elle épousa alors le roi de France associé Robert II le Pieux en 988, selon les souhaits de son père Hugues Capet. La dot était intéressante, puisqu'elle apportait Montreuil et le Ponthieu. Devenu seul roi, Robert la répudia dès 996 tout en gardant la dot. | |
| 46   | représentation imaginaire rétrospective | Berthe de Bourgogne (v. 964 – 16 janvier 1010) morte à environ 46 ans            | 996 - 1001  | Robert II le Pieux    | L'opposition du pape à ce mariage (en raison de leurs liens de parenté et de parenté spirituelle entre les époux) et l'impossibilité d'avoir des enfants avec Berthe poussent Robert II à se séparer d'elle en 1001. | |
| 47   | représentation imaginaire rétrospective | Constance d'Arles (v. 986 – 25 juillet 1032) morte environ à 46 ans              | 1003 - 1031 | Robert II le Pieux    | Fille de Guillaume Ier de Provence et d'Adélaïde d'Anjou, mena la guerre contre son fils Henri Ier. | |
| 48   | représentation imaginaire rétrospective | Mathilde de Frise (v. 1024 – 1044) morte à environ 20 ans                        | 1034 - 1044 | Henri Ier             | Bien que le mariage eût lieu à cette date alors que la jeune épousée n'avait qu'une dizaine d'années, il ne fut de toute évidence consommé que beaucoup plus tard. | |
| 49   | représentation contemporaine présumée   | Anne de Kiev (1024 – 1079) morte peut-être à 55 ans                              | 1051 - 1060 | Henri Ier             | Fille de Iaroslav le Sage, grand-prince de Kiev et de sa seconde épouse, Ingigerd de Suède, elle introduit le prénom Philippe à la cour de France en le donnant à son fils aîné, qui régnera sous le nom de Philippe Ier. Devenue veuve d'Henri Ier, elle devient régente de son fils Philippe jusqu'en 1063, date de son remariage avec le comte de Valois, Raoul IV de Vexin. | |
| 50   | représentation imaginaire rétrospective | Berthe de Hollande (v.1058 – 30 juillet 1093) morte à environ 35 ans             | 1072 - 1092 | Philippe Ier          | Berthe de Frise est la fille de Florent Ier de Frise occidentale et de Gertrude de Saxe. Elle est la mère de Louis VI de France. Répudiée par son époux Philippe Ier en 1092, elle est morte au château de Montreuil le 30 juillet 1093. | |
| 51   | représentation imaginaire rétrospective | Bertrade de Montfort (v.1070 – v.1117) morte à environ 47 ans                    | 1092 - 1104 | Philippe Ier          | Philippe Ier l'avait enlevée alors qu'elle était déjà mariée à Foulque IV, comte d'Anjou | |
| 52   | représentation imaginaire rétrospective | Adélaïde de Savoie (v.1092 – 18 novembre 1154) morte à environ 62 ans            | 1115 - 1137 | Louis VI le Gros      | Entre le 25 et le 30 mars 1115 (sûrement le 28 qui est un dimanche), selon le médiéviste, Andrew W. Lewis, elle épouse, à Paris, en premières noces, le roi Louis VI le Gros, au passé mouvementé, mais qui à l'âge de 35 ans aspire à une vie calme. | |
| 53   | Aliénor d'Aquitaine                     | Aliénor d'Aquitaine duchesse d'Aquitaine (v. 1122 – 31 mars 1204) morte à 80 ans | 1137 - 1152 | Louis VII le Jeune    | Son mariage avec Louis VII ayant été annulé en 1152, elle épouse Henri II Plantagenêt et devient reine d'Angleterre de 1154 à 1189. Avec Henri II, elle aura pour fils Richard Cœur de Lion et Jean sans Terre. | |
| 54   | portrait fictif                         | Constance de Castille (v. 1136 – 6 octobre 1160) morte à 24 ans environ          | 1154 - 1160 | Louis VII le Jeune    | Après s'être séparé d'Aliénor d'Aquitaine, Louis VII le jeune, roi de France, cherche une nouvelle épouse car il n'a pas de fils susceptible de lui succéder. Il finit par conclure une alliance avec le roi de Castille et de León. Constance, la fille de ce dernier, part pour le royaume de France et arrive à Orléans où elle épouse le roi entre janvier et juillet 1154. Elle est sacrée reine lors de la même cérémonie. Elle a environ dix-huit ans, des traits agréables, une culture étendue et une foi religieuse ferme. | |
| 55   | portrait fictif                         | Adèle de Champagne (v. 1140 – 4 juin 1206) morte à environ 66 ans                | 1160 - 1180 | Louis VII le Jeune    | Adèle de Champagne devient la troisième épouse de Louis VII le 13 novembre 1160 et est sacrée le jour même. Ce dernier n'a pas eu de fils de ses deux premiers mariages, le premier avec Aliénor d'Aquitaine qu'il avait fait annuler en 1152 et le second avec Constance de Castille, morte en 1160. | |
| 56   | portrait fictif et anachronique         | Isabelle de Hainaut (23 avril 1170 – 15 mars 1190) morte à 20 ans                | 1180 - 1190 | Philippe II Auguste   | À la fin du règne de Louis VII, le comte Philippe de Flandre avait proposé au vieux roi sa nièce Ide, fille de son frère Mathieu, comte de Boulogne. Pour renforcer son influence, il négocie au début de 1180 le mariage de sa nièce Isabelle, fille de sa sœur Marguerite et de Baudouin, comte de Hainaut. | |
| 57   | Ingeburge de Danemark                   | Ingeburge de Danemark (1174 – 29 juillet 1236) morte à 62 ans                    | 1193 - 1223 | Philippe II Auguste   | Elle fut répudiée inexplicablement par Philippe II le lendemain de son mariage, sans aucune raison, puis réhabilitée en 1212 | |
| 58   | portrait fictif                         | Agnès de Méranie (v.1180 – 19 juillet 1201) morte à environ 21 ans               | 1196 - 1201 | Philippe II Auguste   | Elle fut répudiée en 1200, après que le pape Innocent III eut obligé le roi à reprendre sa seconde épouse Ingeburge de Danemark. | |
| 59   | portrait fictif et anachronique         | Blanche de Castille (4 mars 1188 – 27 novembre 1252) morte à 64 ans              | 1223 - 1226 | Louis VIII le Lion    | Fille d'Alphonse VIII de Castille et d'Aliénor d'Angleterre, elle-même fille d'Aliénor d'Aquitaine et d'Henri II Plantagenêt : elle est donc la nièce du roi Jean sans Terre. Comme prévu dans le traité du Goulet signé entre les rois de France et d'Angleterre cette même année, elle est mariée à Port-Mort en 1200 au futur Louis VIII, fils de Philippe-Auguste. | |
| 60   | Marguerite de Provence                  | Marguerite de Provence (1221 – 20 décembre 1295) morte à 74 ans                  | 1234 - 1270 | Louis IX              | Blanche de Castille, sa future belle-mère, organise les noces de Louis IX avec Marguerite afin d'annexer la Provence au domaine royal (contrant ces projets, Raymond-Bérenger lèguera ses domaines à sa plus jeune fille Béatrice). C'est ainsi que Marguerite épouse Louis IX le 27 mai 1234 dans la cathédrale de Sens. | |
| 61   | Isabelle d'Aragon                       | Isabelle d'Aragon (1247 – 28 janvier 1271) morte à 24 ans                        | 1270 - 1271 | Philippe III le Hardi | Ayant accompagné le roi à la 8e croisade à Tunis, elle fait une mauvaise chute de cheval, dans une rivière en Calabre, sur le chemin du retour, alors enceinte de six mois de son 5e enfant. L'enfant naît prématurément et meurt peu après. Épuisée et fiévreuse, elle meurt le 28 janvier 1271, à peine âgée de 24 ans. Elle est inhumée en la Basilique Saint-Denis. | |
| 62   | portrait fictif et anachronique         | Marie de Brabant (1254 – 12 janvier 1322) morte à 67 ans                         | 1274 - 1285 | Philippe III le Hardi | Elle fut couronnée le 24 juin 1275 à la Sainte-Chapelle. Philippe III lui constitua un douaire avec Anet, Bréval, Nogent-le-Roi, Montchauvet et Mantes, une des plus anciennes possessions du royaume de France. | |
| 63   | portrait fictif                         | Jeanne Ire de Navarre (14 janvier 1273 – 4 avril 1305) morte à 33 ans            | 1285 - 1305 | Philippe IV le Bel    | Elle épousa, le 16 août 1284, l'héritier de la couronne de France, Philippe, qui devint le roi de Navarre Philippe Ier (1284-1305) et le roi de France Philippe IV le Bel (1285-1314). Malgré son mariage, elle continua de régner seule sur ses domaines. Elle est à l'origine de la création du Collège de Navarre. | |
| 64   | portrait fictif                         | Marguerite de Bourgogne (1290 – 30 avril 1315) morte à 25 ans                    | 1314 - 1315 | Louis X               | Elle devient reine de France à la mort de son beau-père Philippe IV le Bel, survenue le 29 novembre 1314. Elle reste cependant enfermée dans la forteresse de Château-Gaillard, son époux, le roi Louis X, ne levant pas la sanction prise à son encontre pour adultère. Le 30 avril 1315, elle est retrouvée morte dans sa cellule, sans doute de froid même si la légende veut que son mari, Louis X, l'ait fait assassiner, peu après son accession au trône.                                                                     | Emprisonnée pour adultère au moment de l'accession au trône de son mari. Pas d'armoiries de reine de France connues. |
| 65   | Clémence de Hongrie                     | Clémence de Hongrie (1293 – 12 octobre 1328) morte à 35 ans                      | 1315 - 1316 | Louis X               | Alors que son épouse Marguerite de Bourgogne était toujours enfermée dans sa prison de Château-Gaillard pour adultère, le roi de France, Louis X le Hutin, se mit à la recherche d’une nouvelle épouse. Hugues III de Bouville, grand chambellan de Philippe IV, se chargea d'aller la chercher à Naples, à la cour de Robert Ier de Naples, oncle de Clémence de Hongrie. | |
| 66   | Jeanne II de Bourgogne                  | Jeanne II de Bourgogne (v.1291 – 21 janvier 1330) morte à environ 39 ans         | 1316 - 1322 | Philippe V            | En novembre 1316, à la mort de son neveu, l'héritier du trône de France, Jean Ier le Posthume, son époux étant proclamé roi de France, elle devient reine de France. Elle est couronnée à la cathédrale Notre-Dame de Reims lors du sacre de son mari, le 6 (fête de l'Épiphanie) ou le dimanche 9 janvier 1317. Elle meurt à 39 ans, à Roye le 21 janvier 1330. Tandis que son corps est inhumé à la Paris en l'église du couvent des Cordeliers, son cœur est emmené à Saint-Denis près de son mari.                               | |
| 67   | portrait fictif                         | Blanche de Bourgogne (v.1296 – avril 1326) morte à environ 30 ans                | 1322        | Charles IV le Bel     | Elle est la sœur de Jeanne II de Bourgogne. | Emprisonnée pour adultère au moment de l'accession au trône de son mari. Pas d'armoiries de reine de France connues. |
| 68   | portrait fictif et anachronique         | Marie de Luxembourg (v.1305 – 21 mars 1324) morte à environ 19 ans               | 1322 - 1324 | Charles IV le Bel     | Le mariage du roi de France Charles IV le Bel et de Blanche de Bourgogne ayant été annulé, le 19 mai 1322 par le pape Jean XXII, le roi épousa, en secondes noces, Marie de Luxembourg. | |
| 69   | Jeanne d'Évreux                         | Jeanne d'Évreux (1310 – 4 mars 1371) morte à 61 ans                              | 1324 - 1328 | Charles IV le Bel     | Elle est sacrée reine le 11 mai 1326 à la Sainte-Chapelle. Elle fut dame de Brie-Comte-Robert, où elle meurt dans son château en 1371. Comme son royal époux, son corps fut enterré à Saint-Denis, son cœur dans l'église des Cordeliers de Paris, et ses entrailles à l'abbaye de Maubuisson, où elle s'était retirée pieusement après son veuvage. | |

#### Valois
| Rang | Portrait              | Nom | Règne       | Épouse de             | Notes | Armoiries |
| ---- | --------------------- | --- | ----------- | --------------------- | --- | --------- |
| 70   | Jeanne de Bourgogne   | Jeanne de Bourgogne la Boiteuse (v. 1293, ? – 12 décembre 1349, ?) morte à 56 ans environ                   | 1327 – 1349 | Philippe VI de Valois | Fille de Robert II de Bourgogne et d'Agnès de France. En juillet 1313, elle épouse Philippe de Valois, futur roi de France sous le nom de Philippe VI. Durant la guerre de Cent Ans, Jeanne de Bourgogne fut amenée à exercer la régence du royaume, en 1338 notamment.                                                                                    |           |
| 71   | Blanche de Navarre    | Blanche de Navarre Belle Sagesse (1331, ? – 5 octobre 1398, Neaufles-Saint-Martin) morte à 67 ans           | 1350        | Philippe VI de Valois | Fille de Philippe III de Navarre et de Jeanne II de Navarre, Blanche épousa le 29 janvier 1350 ou le 19 (suivant les sources) à Brie-Comte-Robert, Philippe VI de Valois, récent veuf de Jeanne de Bourgogne. Destinée primitivement au duc de Normandie, Jean de France.                                                                                  |           |
| 72   | Jeanne d'Auvergne     | Jeanne Ire d'Auvergne (8 mai 1326, ? - 29 septembre 1360, Argilly) morte à 35 ans                           | 1350 - 1360 | Jean II le Bon        | Fille de Guillaume XII d'Auvergne et de Marguerite d'Évreux, elle épouse en premières noces Philippe de Bourgogne. Le 9 février 1350, elle se remarie avec Jean de France, duc de Normandie qui devient roi de France le 22 août 1350. |           |
| 73   | Jeanne de Bourbon     | Jeanne de Bourbon (3 février 1338, Vincennes - 6 février 1378, Paris) morte à 40 ans                        | 1364 - 1378 | Charles V le Sage     | Fille de Pierre Ier de Bourbon et d'Isabelle de Valois. Elle se marie le 8 avril 1350 à Tain-l'Hermitage avec le futur Charles V (1338-1380), roi de France (1364-1380), elle devint reine de France de 1364 à 1378. |           |
| 74   | Isabeau de Bavière    | Isabeau de Bavière (1371, ? - 24 septembre 1435, Paris) morte à 64 ans                                      | 1385 - 1422 | Charles VI            | Fille d’Étienne III de Bavière, duc de Bavière-Ingolstadt et de Taddea Visconti, fille du duc de Milan. Elle épouse en 1385, le roi de France Charles VI le Bien-Aimé. Son règne coïncide avec l'essentiel de la guerre civile entre Armagnacs et Bourguignons.                                                                                            |           |
| 75   | Marie d'Anjou         | Marie d'Anjou (14 octobre 1404, Angers - 29 novembre 1463, Chateliers-en-Poitou) morte à 59 ans             | 1422 - 1461 | Charles VII           | Fille de Louis II d'Anjou, duc d'Anjou et roi titulaire de Naples, et de Yolande d'Aragon. Elle est mariée le 22 avril 1422 avec Charles VII de France — fils de Charles VI et d'Isabeau de Bavière. Elle remplit parfaitement son rôle de reine et elle donne à son époux l'héritier au trône, le futur Louis XI.                                         |           |
| 76   | Charlotte de Savoie   | Charlotte de Savoie (11 novembre 1441, ? - 1er décembre 1483, Amboise) morte à 42 ans                       | 1461 - 1483 | Louis XI              | Fille de Louis Ier de Savoie, duc de Savoie et Prince de Piémont et d'Anne de Lusignan, elle épouse le dauphin Louis de France, futur Louis XI, le 9 mars 1451 à Chambéry. |           |
| 77   | Anne de Bretagne      | Anne de Bretagne Duchesse de Bretagne (25 janvier 1477, Nantes - 9 janvier 1514, Blois) morte à 36 ans      | 1491 - 1498 | Charles VIII          | Fille de François II de Bretagne et de Marguerite de Foix. Mariée en premières noces, en 1490, avec Maximilien Ier, archiduc d'Autriche, futur empereur. Mariage par procuration non consommé et annulé en 1491. Mariée en deuxièmes noces, en 1491, avec Charles VIII.                                                                                    |           |
| 78   | Jeanne de France      | Sainte Jeanne de France l'Estropiée (23 avril 1464, Nogent-le-Roi - 4 février 1505, Bourges) morte à 40 ans | 1498        | Louis XII             | Fille de Louis XI de France et de Charlotte de Savoie. Elle épouse en 1476 Louis d'Orléans, futur Louis XII, leur union fut malheureuse et sans postérité. Le mariage est cassé en décembre 1498. |           |
| 77   | Anne de Bretagne      | Anne de Bretagne Duchesse de Bretagne (25 janvier 1477, Nantes - 9 janvier 1514, Blois) morte à 36 ans      | 1499 - 1514 | Louis XII             | Mariée en troisièmes noces, en 1499, avec Louis XII qui devient duc, bien que ses décisions soient exécutées au nom de la duchesse Anne. |           |
| 79   | Marie Tudor           | Marie d'Angleterre (18 mars 1496, Londres - 24 juin 1533, Westhorpe) morte à 37 ans                         | 1514 - 1515 | Louis XII             | Fille d'Henri VII d'Angleterre et d'Élisabeth d'York. Elle épouse le 9 octobre 1514 à Abbeville Louis XII, roi de France, qui la laisse veuve après quelques mois de mariage et dont elle n'eut pas d'enfant. |           |
| 80   | Claude de France      | Claude de France Duchesse de Bretagne (13 octobre 1499, Romorantin - 20 juillet 1524, Blois) morte à 24 ans | 1515 - 1524 | François Ier          | Fille de Louis XII de France et d'Anne de Bretagne. Claude épouse donc le 8 mai 1514 son cousin le comte d'Angoulême, futur François Ier. La duchesse Claude ne gouverna jamais la Bretagne et en céda l'usufruit à son mari. |           |
| 81   | Éléonore de Habsbourg | Éléonore de Habsbourg (15 novembre 1498, Louvain - 18 février 1558, Talavera la Real) morte à 59 ans        | 1530 - 1547 | François Ier          | Fille de Philippe Ier de Castille et de Jeanne Ire de Castille, elle est contrainte d'épouser François Ier, roi de France, sous la pression de Charles Quint son frère, en 1530. |           |
| 82   | Catherine de Médicis  | Catherine de Médicis Comtesse d'Auvergne (13 avril 1519, Florence - 5 janvier 1589, Blois) morte à 69 ans   | 1547 - 1559 | Henri II              | Fille du riche banquier florentin Laurent II de Médicis et de Madeleine de La Tour d'Auvergne. Plusieurs fois régente, femme d'État, elle a eu une influence considérable sous le règne de ses fils entre 1559 et 1589. |           |
| 83   | Marie d'Écosse        | Marie Stuart Reine d'Écosse (8 décembre 1542, Linlithgow - 8 février 1587, Fotheringhay) morte à 44 ans     | 1559 - 1560 | François II           | Fille unique de Jacques V d'Écosse et de Marie de Guise, Marie est élevée en France. Devenue veuve en 1560, elle repart en Écosse et se remarie avec Lord Darnley, puis avec le comte de Bothwell. Reine d'Écosse de 1542 à 1567. |           |
| 84   | Élisabeth d'Autriche  | Élisabeth d'Autriche (5 juillet 1554, Vienne - 22 janvier 1592, Vienne) morte à 37 ans                      | 1570 - 1574 | Charles IX            | Fille de Maximilien II du Saint-Empire et de Marie d'Autriche, Élisabeth ne reste que trois ans à la Cour, mais elle y laisse de bons souvenirs, par sa douceur, sa beauté et sa bonté. Brantôme dit d'elle qu'elle était l'une des meilleures, des plus douces, des plus sages et des plus vertueuses Reines qui régnât depuis le règne de tous les Rois. |           |
| 85   | Louise de Lorraine    | Louise de Lorraine-Vaudémont (30 avril 1553, Nomeny - 29 janvier 1601, Moulins) morte à 47 ans              | 1575 - 1589 | Henri III             | Fille de Nicolas de Mercœur et de Marguerite d'Egmont, elle est issue de la branche de Vaudémont, branche cadette de la maison de Lorraine, et est cousine des Guise et du duc Charles III de Lorraine. Elle fut reine de France de 1575 à 1589, à la suite de son mariage avec Henri III de France.                                                       |           |

#### Bourbon
| Rang | Portrait                    | Nom                                                                                               | Règne       | Épouse de  | Notes | Armoiries |
| ---- | --------------------------- | ------------------------------------------------------------------------------------------------- | ----------- | ---------- | --- | --------- |
| 86   | Marguerite de France        | Marguerite de France (14 mai 1553, Saint-Germain-en-Laye – 27 mars 1615, Paris) morte à 61 ans    | 1589 – 1599 | Henri IV   | Fille d'Henri II de France et de Catherine de Médicis, connue sous le nom de "Reine Margot", elle épouse Henri IV en 1572 afin d'apaiser les tensions entre catholiques et protestants, le mariage est dissous en 1599. |           |
| 87   | Marie de Médicis            | Marie de Médicis (26 avril 1575, Florence – 3 juillet 1642, Cologne) morte à 67 ans               | 1600 – 1610 | Henri IV   | Fille de François Ier de Médicis et de Jeanne d'Autriche. Devenue veuve en 1610, elle assure la Régence au nom de son fils, Louis XIII, jusqu'en 1614. Elle devient alors chef du Conseil du Roi à la suite du lit de justice du 2 octobre 1614, et ce jusqu'en 1617, date de la prise de pouvoir de son fils. |           |
| 88   | Anne d'Autriche             | Anne d'Autriche (22 septembre 1601, Valladolid – 20 janvier 1666, Paris) morte à 64 ans           | 1615 – 1643 | Louis XIII | Elle est la fille du roi Philippe III d'Espagne, roi d’Espagne, et de Marguerite d'Autriche-Styrie. Elle est la mère de Louis XIV, le Grand, et de Philippe d’Orléans. |           |
| 89   | Marie-Thérèse de Habsbourg  | Marie-Thérèse d'Autriche (10 septembre 1638, Madrid – 30 juillet 1683, Versailles) morte à 44 ans | 1660 – 1683 | Louis XIV  | Fille de Philippe IV d'Espagne et d'Élisabeth de France. Elle épousa le 9 juin 1660, en l'église Saint-Jean-Baptiste de Saint-Jean-de-Luz, conformément au traité des Pyrénées, Louis XIV. Œuvre du cardinal Mazarin, premier ministre français, ce mariage n'était pour le roi que raison d'État. |           |
| 90   | Marie Leszcynska            | Marie Leszczyńska (23 juin 1703, Trzebnica – 24 juin 1768, Versailles) morte à 65 ans             | 1725 – 1768 | Louis XV   | Fille de Stanislas Leszczyński et de Catherine Opalinska. Le mariage est consommé le soir même des noces, et le roi fera durer la « lune de miel » à Fontainebleau jusqu'en décembre. Marie tombe aussitôt amoureuse du Roi, son cadet de 7 ans, et lui-même en est, à l'époque, très épris (il a 15 ans, elle est son premier amour). |           |
| 91   | Marie-Antoinette d'Autriche | Marie-Antoinette d'Autriche (2 novembre 1755, Vienne – 16 octobre 1793, Paris) morte à 37 ans     | 1774 – 1792 | Louis XVI  | Archiduchesse d’Autriche, princesse impériale, princesse royale de Hongrie et de Bohême, dauphine de France, reine de France et de Navarre (1774–1791), reine des Français (1791-1792), épouse de Louis XVI, roi de France. Elle était la fille de François Ier, empereur du Saint-Empire, duc de Lorraine et de Bar puis grand-duc de Toscane et de Marie-Thérèse d'Autriche, reine de Bohême et de Hongrie ainsi que la sœur de Joseph II et de Léopold II du Saint-Empire. |           |

### Bonaparte(Premier EmpireetCent-Jours)
| Rang | Portrait | Nom | Règne                                      | Épouse de    | Notes | Armoiries |
| ---- | -------- | --- | ------------------------------------------ | ------------ | --- | --------- |
| 1    |          | Joséphine de Beauharnais (23 juin 1763, Les Trois-Îlets - 29 mai 1814, Rueil-Malmaison) morte à 50 ans | 1804-1809 impératrice douairière 1809-1814 | Napoléon Ier | Veuve d'Alexandre de Beauharnais, elle épouse le 8 mars 1796 Napoléon Bonaparte. Elle est sacrée au côté de son mari, le 2 décembre 1804 et devient impératrice des Français et reine d'Italie. Elle divorce en 1809 et est titrée duchesse de Navarre. Elle est par sa fille Hortense, la grand-mère de Napoléon III.                 |           |
| 2    |          | Marie-Louise d'Autriche (12 décembre 1791, Vienne - 17 décembre 1847, Parme) morte à 56 ans            | 1810-1814 et 1815                          | Napoléon Ier | Fille du futur empereur François Ier d'Autriche et de Marie-Thérèse de Bourbon-Naples, elle est aussi la petite-nièce de Marie-Antoinette d'Autriche, elle épouse Napoléon Ier, le 1er avril 1810. Elle est la mère de l'Aiglon. Après la seconde abdication de son mari, elle part vivre en Autriche et est titrée duchesse de Parme. |           |

### Bourbon(Seconde Restauration)
Louis XVIII et Charles X étaient veufs lors de leur règne.

### Orléans(Monarchie de Juillet)
| Rang | Portrait                      | Nom                                                                                               | Règne       | Épouse de          | Notes | Armoiries |
| ---- | ----------------------------- | ------------------------------------------------------------------------------------------------- | ----------- | ------------------ | --- | --------- |
| 93   | Marie-Amélie des Deux-Siciles | Marie-Amélie de Bourbon-Siciles (26 avril 1782, Caserte – 24 mars 1866, Claremont) morte à 83 ans | 1830 – 1848 | Louis-Philippe Ier | Princesse des Deux-Siciles, puis duchesse d'Orléans, puis reine des Français (la dernière de toutes), elle est la sixième fille du roi Ferdinand Ier des Deux-Siciles et de la reine Marie-Caroline (1752-1814), elle-même sœur aînée de la reine de France Marie-Antoinette. Marie-Amélie est donc la nièce par alliance de Louis XVI, la cousine de ses enfants Louis XVII et Madame Royale, mais aussi la tante de l'impératrice des Français Marie-Louise ainsi que de la duchesse de Berry. |           |

### Bonaparte(Second Empire)
| Rang | Portrait | Nom                                                                               | Règne     | Épouse de    | Notes | Armoiries |
| ---- | -------- | --------------------------------------------------------------------------------- | --------- | ------------ | --- | --------- |
| 3    |          | Eugénie de Montijo (5 mai 1826, Grenade - 11 juillet 1920, Madrid) morte à 94 ans | 1853-1870 | Napoléon III | Fille du comte de Teba, elle épouse Napoléon III le 30 janvier 1853. Elle devient ainsi la dernière impératrice des Français et épouse d'un monarque. Elle donne naissance à un fils, le prince impérial Louis-Napoléon. Après la défaite de Sedan en 1870, la République est proclamée et son mari est destitué le 1er mars 1871. La famille s'exile en Angleterre et Napoléon III meurt trois ans plus tard puis le prince impérial meurt en 1879, tué par les Zoulous. Eugénie va vivre la Première Guerre mondiale avant de mourir en 1920. |           |

## Le cas de Madame de Maintenon

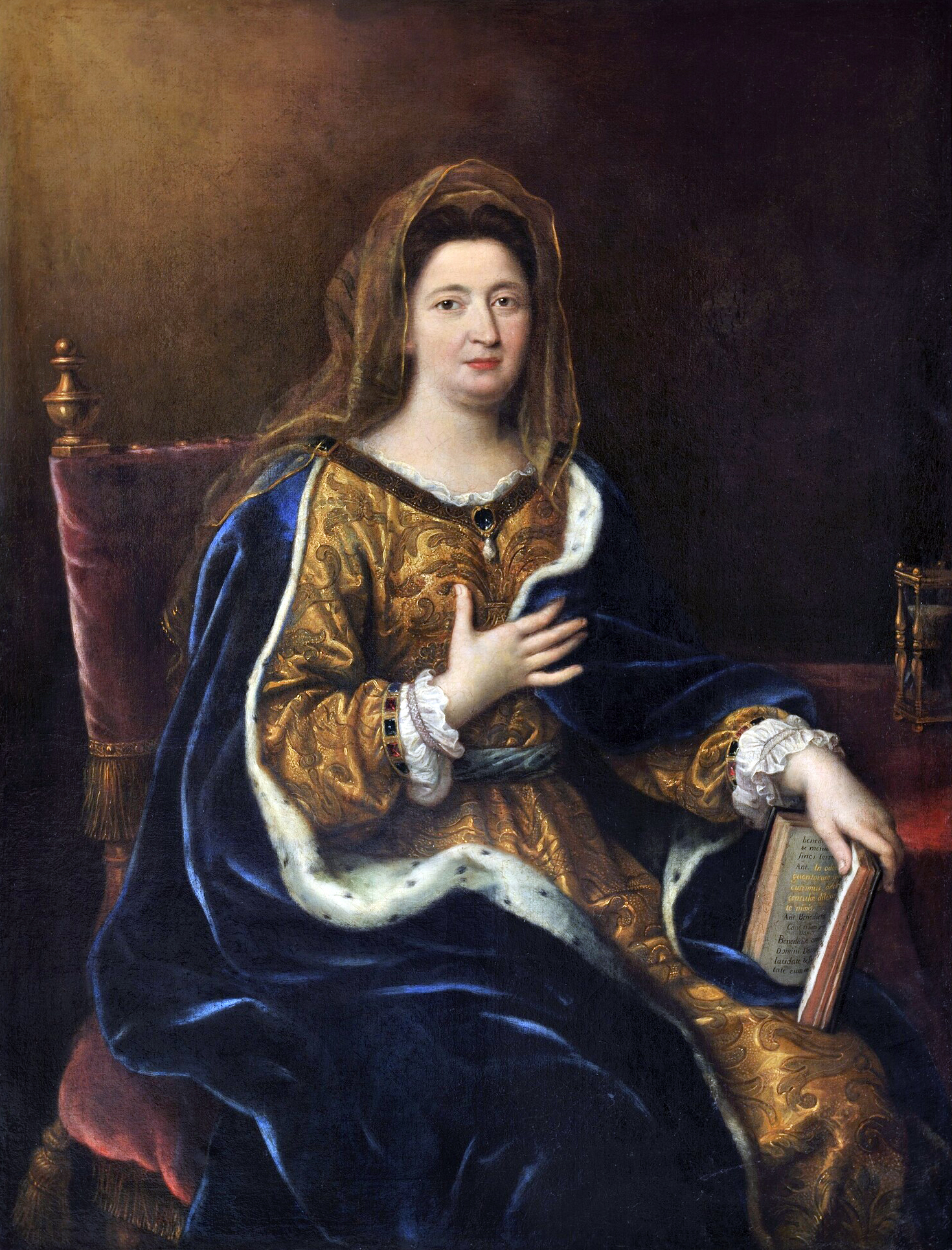
Madame de Maintenon.

Le cas de Madame de Maintenon (1635-1719), née Françoise d'Aubigné, est ambigu. Devenu veuf de la reine Marie-Thérèse d'Autriche, Louis XIV l'épouse secrètement, le 9 octobre 1683 et elle demeura 32 ans à ses côtés. Elle n'était pas de haut lignage, même si son grand-père Théodore Agrippa d'Aubigné était un ami de jeunesse du roi Henri IV, grand-père de Louis XIV. Elle n'a jamais porté le titre de reine, puisqu’épouse secrète, tout en jouissant de certains privilèges à la Cour analogues à ceux d'une reine de France (ex. : lorsqu'elle se déplaçait en chaise à porteurs, les princesses devaient suivre immédiatement derrière, selon les us et coutumes à la cour de Versailles, mais elle ne pouvait cependant assister à aucun grand cérémonial d’État).

## Le cas de Marie-Thérèse de France

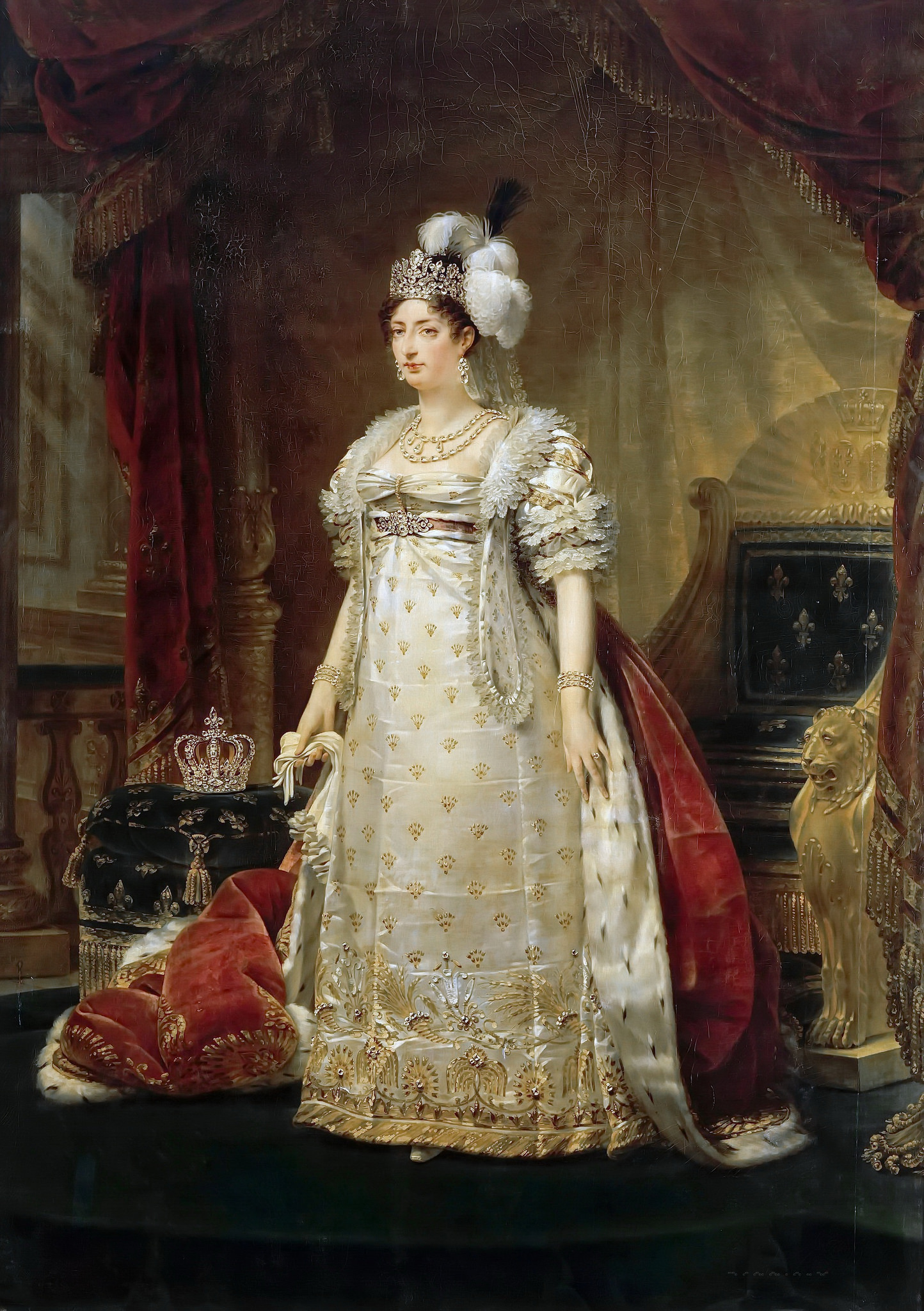
Marie-Thérèse, dernière dauphine de France.

Le cas de la dernière dauphine de France, née Marie-Thérèse de France, est ambigu. Mariée à son cousin germain Louis Antoine d'Artois le 9 juin 1799, elle devient dauphine de France le 16 septembre 1824 lorsque son beau-père accède au trône. En 1830, une révolution chasse le roi de la capitale, cherchant à sauver son trône, Charles X abdique en faveur de son petit-fils le duc de Bordeaux. Cependant, le dauphin met une vingtaine de minutes avant de contresigner l'abdication. Selon certains juristes, néanmoins, ce dernier fut roi durant ce court laps de temps ; au contraire, d'autres ne reconnaissent pas l'abdication, contraire aux Lois fondamentales du royaume. On remarquera que le comte de Chambord laissera toujours la première place à sa tante, même lorsque cette dernière deviendra veuve en 1844.